# Buttisholz
Buttisholz is een gemeente en plaats in het Zwitserse kanton Luzern en maakte deel uit van het district Sursee tot op 1 januari 2008 de districten van Luzern werden afgeschaft.
Buttisholz telt 2848 inwoners.